# أحببت طفلة
احببت طفلة مسلسل تركي من بطولة الممثل بولينت اينال وكولكان ارسلان وهاكان كورتاش وأرزو جامزي وقد دبلج إلى العربية وعُرض في الوطن العربي أول مرة في تاريخ 26 كانون الثاني
Abu Dhabi TV 3 February 2025 Program 
18:00 - Chef in Chicken
20:00 - Bir Çocuk Sevdim
21:00 - Kapalıçarşı
22:00 - Bizim Yenge
23:30 - Music Idol in Arabic

## القصة
يدور المسلسل حول: ميني هي أصغر أبناء عائلة محبة في إحدى جزر إسطنبول التي تعيش وسط حي من الطبقة المتوسطة. أما سنان فهو الابن الوحيد لواحدة من أغنى العائلات وقد تعوّد على الحصول على كلّ ما يرغب وهو طالب مجد تخرج من الجامعة ويستعد للسفر لإتمام دراسة الماجستير. الاثنان جمعهما حب عاصف على الرغم من اختلاف طبقة عائلتيهما والظروف الاجتماعية المحيطة بكل واحد منهما وقد وعد كل منهما الآخر بأن لا ينفصلان أبداً وأن يمضيا عمرهما معاً.
وعلى الرغم من أن توران والد ماين يحب زوجته وأبنائه الثلاث إلا أنه صارم جداً وملتزم بالقيم التي يؤمن بها ولا شيء يفوق كبرياءه. ولهذا السبب ينهار عالمه عندما يسمع بأسلوب حياة أبنائه. وعندما يصل حب سنان ميني الجريء إلى جد الخروج عن سيطرة العائلتين تتحول العلاقة إلى جحيم لجميع أفراد العائليتين. خاصة بعد أن يبرز دور تيمور، صاحب معرض السيارات الذي يعمل فيه توران ويكون له دور كبير جداً في مستقبله ومستقبل عائلته بشكل شخصي ومباشر.

## روابط خارجية
- أحببت طفلة على موقع IMDb (الإنجليزية)
- أحببت طفلة على موقع نتفليكس (الإنجليزية)
- أحببت طفلة على موقع كينوبويسك (الروسية)
- أحببت طفلة على موقع قاعدة بيانات الفيلم (الإنجليزية)